# Pic d'Estany Gémena
El Pic d'Estany Gémena és una muntanya que es troba en el terme municipal de la Vall de Boí, a l'Alta Ribagorça; i dins el Parc Nacional d'Aigüestortes i Estany de Sant Maurici.

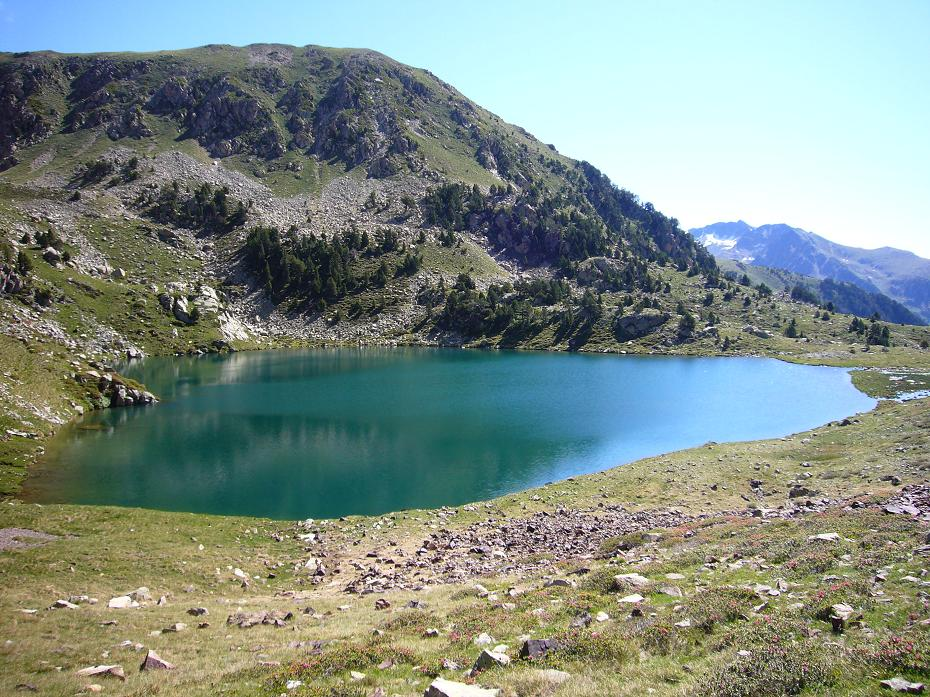
Estany Roi i pic de l'Estany Gémena al fons.

El pic, de 2.553,1 metres, es troba en l'extrem sud-oriental de la carena que divideix la Vall de Llubriqueto, separant el sector sud-occidental de l'Estany Roi del nord-oriental del Circ de Gémena. Està situat al sud-est de la Cresta dels Gémena.

## Rutes[2]
Des de desguàs de l'Estany Gémena de Baix, prenent direcció ponent.